# Megalopus foveifrons
Megalopus foveifrons is een keversoort uit de familie halstandhaantjes (Megalopodidae). De wetenschappelijke naam van de soort werd in 1948 gepubliceerd door Maurice Pic.